# ایزاک کریستی دیویس
ایزاک کریستی دیویس (انگلیسی: Isaac Christie-Davies؛ زادهٔ ۱۸ اکتبر ۱۹۹۷) بازیکن فوتبال اهل بریتانیا است.
از باشگاه‌هایی که در آن بازی کرده‌است می‌توان به آکادمی و تیم دوم باشگاه فوتبال چلسی اشاره کرد.
وی همچنین در تیم‌های ملی فوتبال England national under-16 football team، زیر ۱۷ سال انگلستان، و زیر ۲۱ سال ولز بازی کرده‌است.